# أنطونيو كارلوس (لاعب كرة قدم)
أنطونيو كارلوس (بالبرتغالية: Antonio Carlos Capocasali‏) هو لاعب كرة قدم برازيلي في مركز الدفاع، ولد في 7 مارس 1993 في ريو دي جانيرو في البرازيل. شارك مع منتخب البرازيل تحت 20 سنة لكرة القدم. أما مع النوادي، فقد لعب مع أورلاندو سيتي ونادي أفاي لكرة القدم ونادي بالميراس ونادي بونتي بريتا ونادي تومبينس ونادي فلامنغو ونادي كورينثيانز.

## وصلات خارجية
- أنطونيو كارلوس (لاعب كرة قدم) على موقع الدوري الأمريكي (الإنجليزية)
- أنطونيو كارلوس (لاعب كرة قدم) على موقع قاعدة بيانات كرة القدم.إي يو (الإنجليزية)
- أنطونيو كارلوس (لاعب كرة قدم) على موقع Soccerway.com (الإنجليزية)